# توموکا تاکوچی
توموکا تاکوچی (انگلیسی: Tomoka Takeuchi؛ زادهٔ ۲۱ دسامبر ۱۹۸۳) ورزشکار اسنوبردسواری اهل ژاپن است.
وی در مسابقات کشوری و بین‌المللی در مجموع برندهٔ ۱ مدال نقره، ۱ مدال برنز شده‌است.